# Bayon (Meurthe-et-Moselle)
Bayon é uma comuna francesa na região administrativa de Grande Leste, no departamento de Meurthe-et-Moselle. Estende-se por uma área de 6,05 km². Em 2010 a comuna tinha 1 602 habitantes (densidade: 264,8 hab./km²).